# Partia Łatgalska
Partia Łatgalska (łot. Latgales partija, LP) – łotewska regionalna partia polityczna założona w 2012 roku, reprezentowana w samorządach oraz Sejmie Łotwy.

## Historia
Partia Łatgalska powstała 1 czerwca 2012 na kongresie w Preiļi. Inicjatorem jej powstania był wieloletni mer Dyneburga i poseł na Sejm Jānis Lāčplēsis. Wśród założycieli znaleźli się m.in. merowie Lucyna Alīna Gendele, Viļaki Sergejs Maksimovs, Dagdy Viktors Stikuts, a także Preiļi Aldis Adamovičs. Ugrupowanie postawiło sobie za cel reprezentowanie interesów Łatgalii, rozwiązywanie jej problemów społecznych, gospodarczych, oświatowych i infrastrukturalnych. Partia Łatgalska ogłosiła chęć udziału w wyborach samorządowych oraz parlamentarnych.
W wyborach 2014 Partia Łatgalska ogłosiła wspólny start z centroprawicową Jednością. W jego wyniku na posła Sejmu XII kadencji został wybrany mer  Preiļi Aldis Adamovičs.
Latem 2018 partia weszła w skład koalicji wyborczej pod nazwą Nowa Jedność. Pomimo tego część członków partii zdecydowała się startować z innych list. Ostatecznie w Sejmie znalazł się Aldis Adamovičs, który uzyskał reelekcję z listy Nowej Jedności. Z ramienia KPV LV do Sejmu weszła z kolei Janīna Kursīte.
W wyborach samorządowych w 2021 ugrupowanie odniosło sukces w okręgach Balvi i Lucyn, gdzie zdobyło odpowiednio 7 i 5 mandatów, w Dyneburgu, gdzie wraz z Dla Rozwoju Łotwy uzyskało 2 mandaty, w okręgu dyneburskim, gdzie zdobyło samodzielnie 3 mandaty, a także w okręgu Preiļi, gdzie wraz z Nową Jednością wywalczyło 3 miejsca w samorządzie.